# Turloughmore
Turloughmore (irl: an Turlach Mór) – irlandzka wieś położona w hrabstwie Galway. Jej nazwa oznacza „duże jezioro”.
Historia wsi sięga czasów średniowiecznych, a w jej pobliżu znajduje się miejsce, gdzie w 1504 r. doszło do bitwy pod Knockdoe. Później wioska słynęła z odbywających się tam targów koni. Obecnie jest to niewielka miejscowość składająca się z dwóch stacji benzynowych, trzech pubów i dużej bazy autobusowej. Ekspansja miasta Galway sprawiła, że wioska znalazła się w pobliżu jego granic, co przyniosło jej wzrost w populacji i miejsc pracy.